# Cernoy-en-Berry
Cernoy-en-Berry település Franciaországban, Loiret megyében. Lakosainak száma 427 fő (2022. január 1.). Cernoy-en-Berry Barlieu, Blancafort, Autry-le-Châtel, Châtillon-sur-Loire, Pierrefitte-ès-Bois és Saint-Firmin-sur-Loire községekkel határos.

## Népesség
A település népességének változása:
| Lakosok száma | 503  | 403  | 380  | 462  | 468  | 459  | 451  | 450  | 442  | 427  |
|               | 1968 | 1982 | 1990 | 2006 | 2013 | 2015 | 2017 | 2019 | 2020 | 2022 |